# Colunas Negras

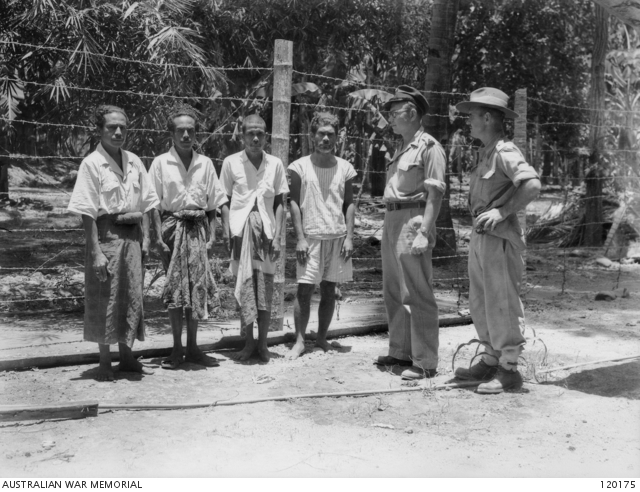
Vier timoresische Kollaborateure bei Kupang nach dem Krieg. Rechts ein niederländischer Beamter und ein australischer Offizier

Die Colunas Negras (Portugiesisch; deutsch Schwarze Säulen) waren einheimische Hilfstruppen der Japaner auf der Insel Timor während des Zweiten Weltkrieges. Sie kämpften auf der japanischen Seite während der Schlacht um Timor (1942–1945). Die Japaner nannten die von ihnen ausgebildeten timoresischen Soldaten heihō (ebenso, wie im restlichen Malaiischen Archipel). Die Portugiesen dehnten den Begriff auf alle timoresische Kollaborateure aus, die mit den Japanern zusammenarbeiteten.

## Hintergrund

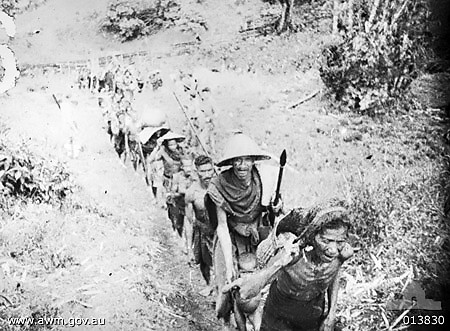
Timoresische Verbündete der Australier haben pro-japanische Timoresen gefangen genommen (Dez. 1942)

Im Dezember 1941 landeten australische und niederländische Truppen in Dili, der Hauptstadt der eigentlich neutralen Kolonie Portugiesisch-Timor. Die Alliierten befürchteten, dass sie als Sprungbrett nach Australien dienen könnte. Portugal protestierte zwar gegen das Vorgehen, konnte aber keinen Widerstand leisten. In der Nacht vom 19. zum 20. Februar 1942 begann Japan mit der Besetzung sowohl Portugiesisch-Timors, als auch des niederländischen Westens der Insel. Die Alliierten gingen in den Guerillakrieg über, während ihre Luftwaffe Ziele auf Timor bombardierte.
Im September 1942 gründeten die Colunas Negras. Sie bestanden vor allem aus Timoresen aus dem niederländischen Teil der Insel. Eingesetzt wurden sie gegen die australischen Guerilleros und rebellische Timoresen. Die Japaner nutzten dabei antikoloniale Ressentiments.
Die Colunas Negras verbreiteten Gewalt und Zerstörung. Sie terrorisierten die Zivilbevölkerung und versorgten die Japaner auch mit Informationen über alliierte Truppenbewegungen. Leutnant Seji Tomiki, der für den Einsatz der Timoresen zuständig war, beklagte, dass die timoresischen Einheiten immer einen unkontrollierbaren Faktor darstellten. Es kam immer wieder vor, dass timoresische Agenten einen japanischen Angriff auf ein Dorf empfahlen, bei dem es sich bei Prüfung vor Ort herausstellte, dass es keinen Kontakt zu Alliierten hatte, sondern nur traditionell verfeindet mit dem Dorf der Informanten war. Tomiki erlebte auch, dass in Regionen, wo die Japaner noch nicht eingedrungen waren, die Colunas Negras bereits massakriert, vergewaltigt und geplündert hatten. Die Köpfe der Opfer hängten sie an Bäume. Unter den Portugiesen wurden vor allem jene Opfer der Timoresen, die sich gegenüber ihnen und ihren Traditionen ungebührlich verhalten oder an der Niederschlagung der Rebellion von 1912 beteiligt waren. Von japanischer Seite aus gibt es keine Angaben über die Zahl der Colunas Negras, portugiesische Berichte schätzen sie im August 1942 auf 300 bis 700 Männer. Bis November 1942 stieg die Zahl wahrscheinlich auf mehrere Tausend Mitglieder an.